# Zomba

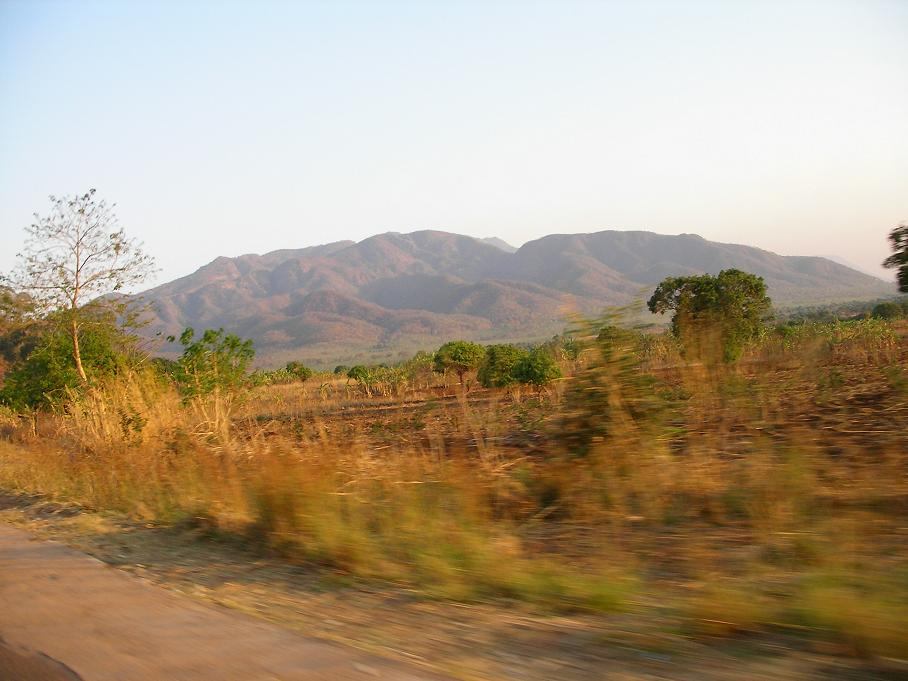
Vista de l'altiplà de Zomba des de la carretera al nord de Zomba

Zomba és una ciutat del sud de Malawi, a les terres altes de Shire. És l'antiga capital de Malawi.
Va ser la capital primer de l'Àfrica Central britànica i després del protectorat de Nyasaland, abans de l'establiment de Malawi el 1964. També va ser la primera capital de Malawi i va romandre així fins al 1974, quan Lilongwe es va convertir en la capital. El Parlament es va mantenir encara més temps, fins al 1994. La ciutat és més coneguda per la seva arquitectura colonial britànica i la seva ubicació a la base de l'espectacular altiplà de Zomba. Zomba és també la seu del Chancellor College de la Universitat de Malawi.

## Història
El passat colonial britànic de la ciutat es reflecteix en l'arquitectura dels seus edificis i cases més antigues. Zomba va ser una vegada un centre d'expatriats de Malawi. La seva diversa barreja cultural incloïa agricultors de tabac britànics i emissaris holandesos, alemanys i nord-americans. Els britànics també van establir l'escola primària a la qual van posar el nom de Harry Johnston.
El Gymkhana Club de Zomba va ser una vegada el focus d'activitat social a la comunitat d'expatriats. Tanmateix, en els darrers anys, l'aspecte i la reputació del club han anat en declivi. El Zomba Gymkhana Club va ser on el bàrman Shadrack va crear el Malawi Rock Shandy a la dècada del 1960. Al costat de l'antic edifici del parlament hi ha el jardí botànic, que va ser establert pels britànics, així com el camp de golf del centre de la ciutat. A l'entrada sud de la ciutat, el memorial del King's African Rifles es troba just al costat de l'M1.
Durant el domini britànic, Zomba va servir com a capital sota l'Àfrica Central britànica i més tard el protectorat de Nyasaland. Va ser la capital del Malawi independent de 1964 a 1975.

## Economia
Zomba és el centre de les granges de tabac i làctics dels voltants, que també produeix arròs, blat de moro (blat de moro), peix i fustes toves. La fusta s'extreu de l'altiplà proper.
Al nucli urbà hi ha un mercat, on els pagesos dels pobles del voltant venen els seus productes, així com roba de segona mà i béns de consum bàsic. També es ven peix fresc i sec del llac Malawi i el llac Chilwa. A prop de la parada d'autobusos es troben supermercats locals, com ara Peoples Trading Company, Metro i Shoprite. Una dotzena de botigues, principalment de propietat índia i xinesa, venen roba importada, electrodomèstics, bicicletes i altres productes bàsics. Al llarg de l'M1, es poden trobar diverses estacions de servei. National Bank of Malawi, NBS Savings Bank, Standard Bank i Opportunity Bank International, així com Malawian Post tenen sucursals a la ciutat.
L'Hospital Zomba és un dels hospitals més grans del país.
La presó central de Zomba es va construir el 1935 i és l'única presó de màxima seguretat a Malawi.

### Turisme
L'atracció principal de Zomba és l'altiplà de Zomba. Les activitats que s'ofereixen inclouen escalada en roca, passejades a cavall, observació d'aus, pesca i bicicleta de muntanya. El Ku Chawe Inn, situat a la vora de l'altiplà, és l'hotel més luxós de la zona. Els turistes també poden dormir en cases de troncs o acampar a la granja de truites. Dins de la ciutat, hi ha oberts als hostes dos albergs per a motxilles i diversos albergs, des de classe bàsica fins a classe mitjana. Un mercat d'artesania ofereix records d'elaboració local.

## Educació

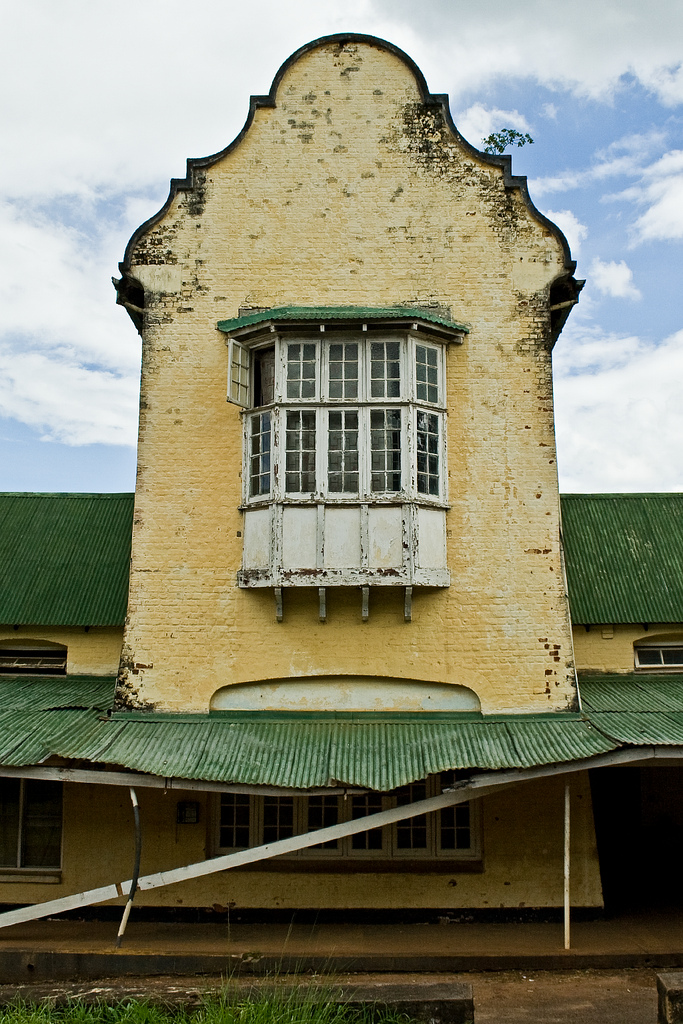
Façana a Zomba

### Universitat de Malawi
El Chancellor College, el més gran dels col·legis constituents de la Universitat de Malawi, es troba a Zomba. El col·legi té cinc facultats: Facultat d'Humanitats, Facultat de Ciències, Facultat de Dret, Facultat de Ciències Socials i Facultat d'Educació.

### Escola Primària Sir Harry Johnston
Sir Harry Johnston International School és una escola que funciona des de 1958. L'escola primària consta d'un bloc de set aules (de bressol fins a 6è) i l'escola secundària consta de tres aules i un laboratori de ciències. També hi ha una àmplia sala polivalent utilitzada per ambdues escoles.

### Escola Secundària Catòlica de Zomba
Situada a uns 5 quilòmetres del centre de la ciutat de la capital antiga, l'Escola Secundària Catòlica de Zomba és una escola finançada pel govern fundada el 1942 per l'església catòlica. Al lloc hi ha una comunitat de Germans Maristes que ajuden amb l'ensenyament. Tot i que és finançat pel govern, els alumnes han de pagar quotes per sufragar la vida i pensió al campus. L'escola és una de les millors escoles governamentals de Malawi i la competència per entrar és intensa. L'escola compta amb uns 600 alumnes i 30 professors, així com diversos membres del personal administratiu. També és conegut com Box 2 i BOCCO (Boys Of Courage And Cooperation).

### Col·legi Teològic de Zomba
El Zomba Theological College es va fundar el 1977 i està dirigit pels cinc bisbats de Blantyre, Livingstonia, Nkhoma, Harare i Zàmbia, però també treballa estretament amb el departament teològic de la Universitat de Malawi.

## Geografia
L'altiplà de Zomba és la característica més famosa de Zomba. En algunes parts, s'eleva a 1800 m d'alçada i està coberta de vastes extensions de ginebre africà i Widdringtonia, entre d'altres. La part superior de l'altiplà està travessada per rierols i està esquitxada de cascades i llacs quiets.
Des de la part superior de l'altiplà, és possible veure el llac Chilwa al nord, el mont Mulanje al sud-est i el riu Shire a l'oest. El riu Mulunguzi brolla de l'altiplà i travessa la ciutat.

## Transport
La manera més senzilla d'arribar a Zomba és amb un minibús o un taxi compartit des de Blantyre per la M3. L'autopista entre Zomba i Blantyre s'ha renovat i millorat entre 2012 i 2015. Anar i tornar a Lilongwe es pot agafar l'autobús Smart; un servei diari amb només un parell de parades al llarg del camí. La sortida de Zomba és a les 6:30 i de Lilongwe a les 12:30. El Servei Nacional d'Autobusos, així com els minibusos privats connecten Zomba amb Liwonde (1 h, K1,500), Mangochi (2,5 h, K 3,500), Balaka, Lilongwe i el llac Malawi. Per al cap Maclear (4 hores, 6.500 - 7.000 K) es pot passar per Liwonde, Mangochi i Monkey Bay. Els camions i pick-up transporten passatgers a Phalombe. Per a Mulanje, s'agafa un minibús fins a Limbe, on es fa transbord a Mulanje.
L'aeroport més proper és l'aeroport internacional de Chileka, a Blantyre, a 75 quilòmetres al sud de Zomba. L'aeroport internacional de Lilongwe és a 4 hores de Zomba.
El transport públic dins de la ciutat s'organitza amb minibusos i taxis (uns 2.000 K per un viatge dins de la ciutat; 6.000 K per pujar a la muntanya). No obstant això, anar en bicicleta i caminar són els mitjans de transport més utilitzats. Es poden llogar bicicletes a la ciutat per anar en bicicleta o pujar per la muntanya.

## Religió

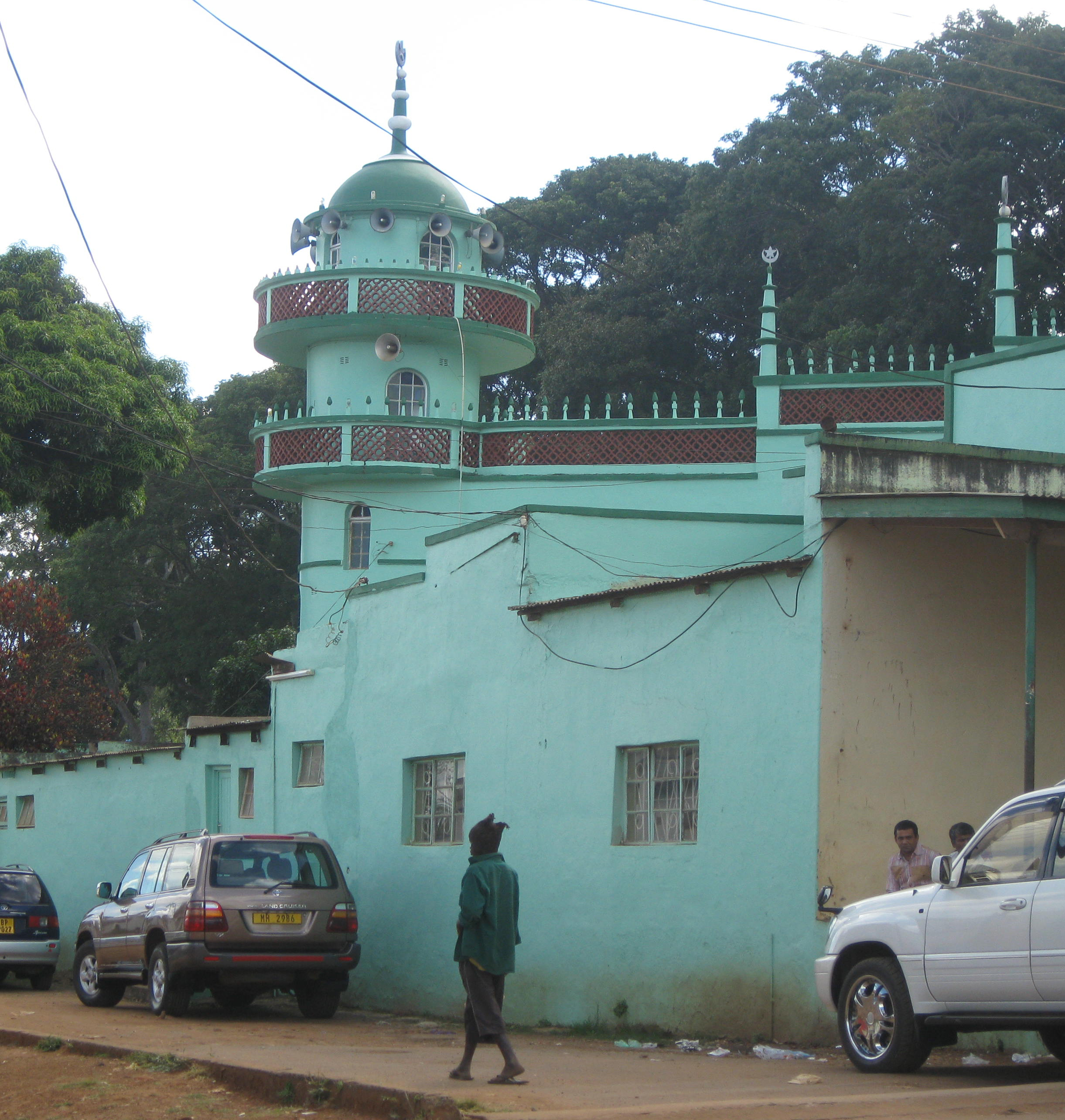
Mesquita de Zomba

Zomba està influenciat per la comunitat musulmana de Yao i musulmans de Malawi d'ascendència índia. La mesquita principal és a prop del mercat.
Diverses esglésies cristianes tenen temples a Zomba; la ciutat és seu del bisbat de Zomba.

## Galeria d'imatges

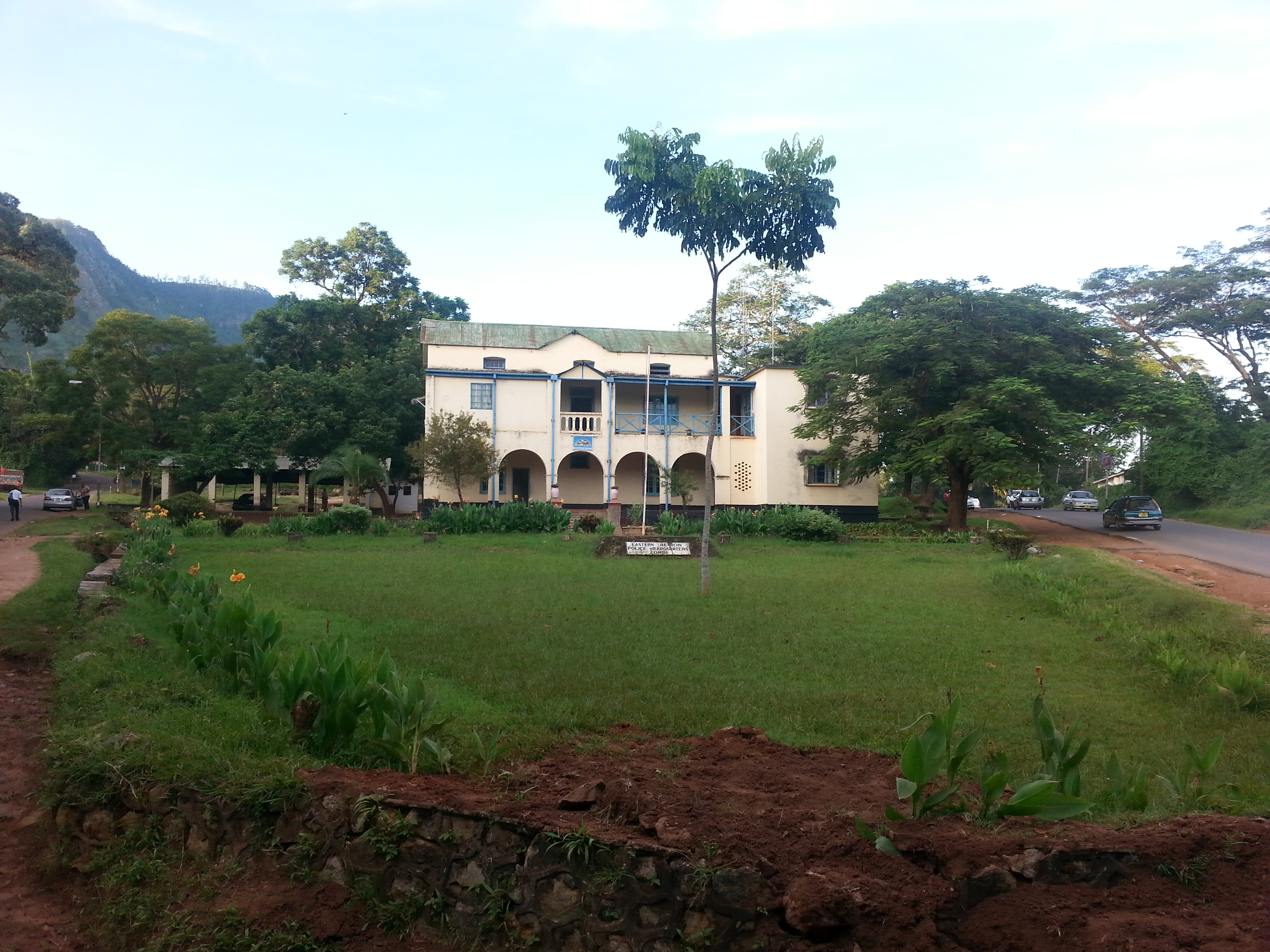
Quarter general de policia de la regió oriental, Zomba, Malawi
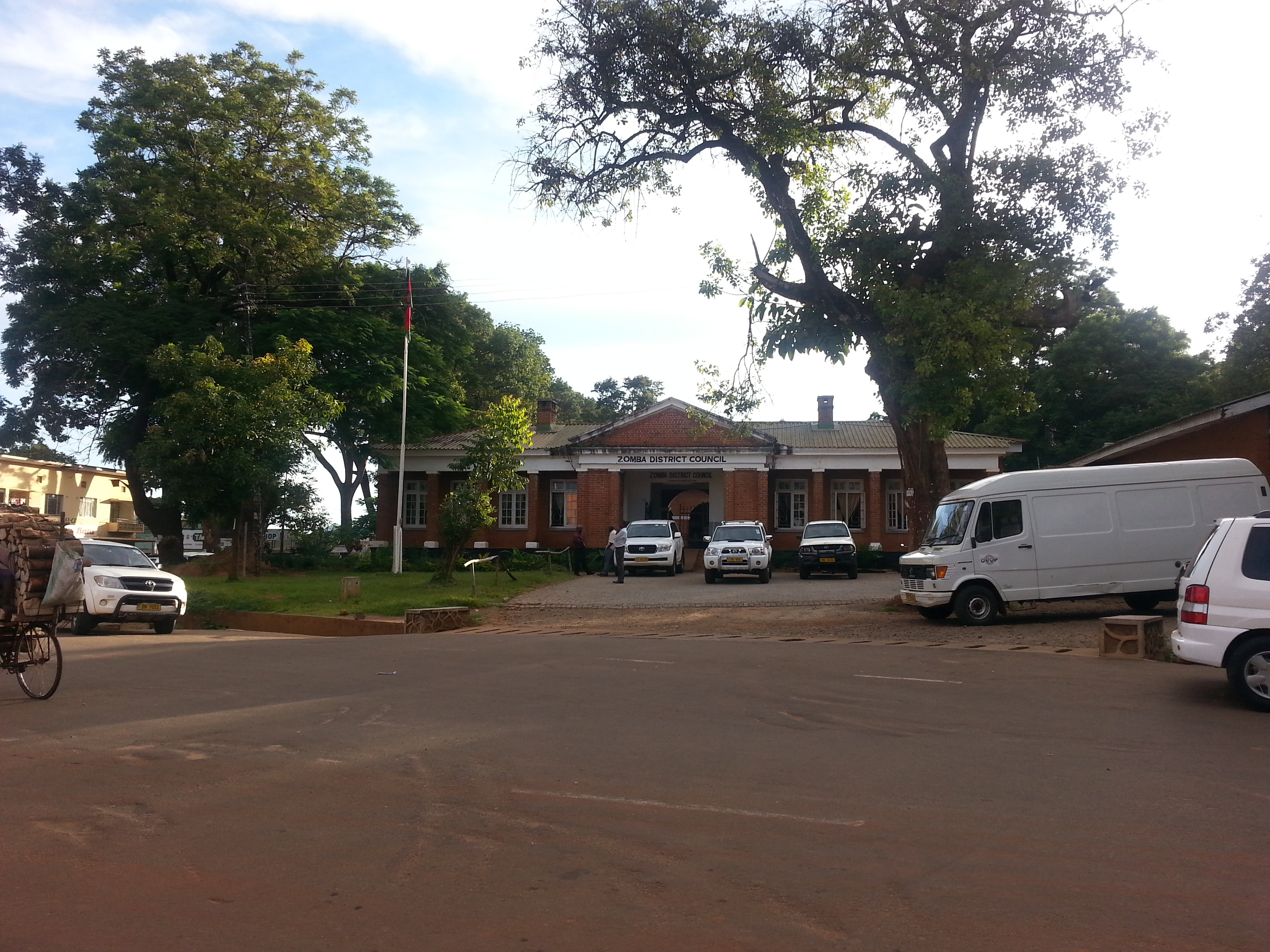
Edifici del Consell del Districte de Zomba, a la ciutat de Zomba
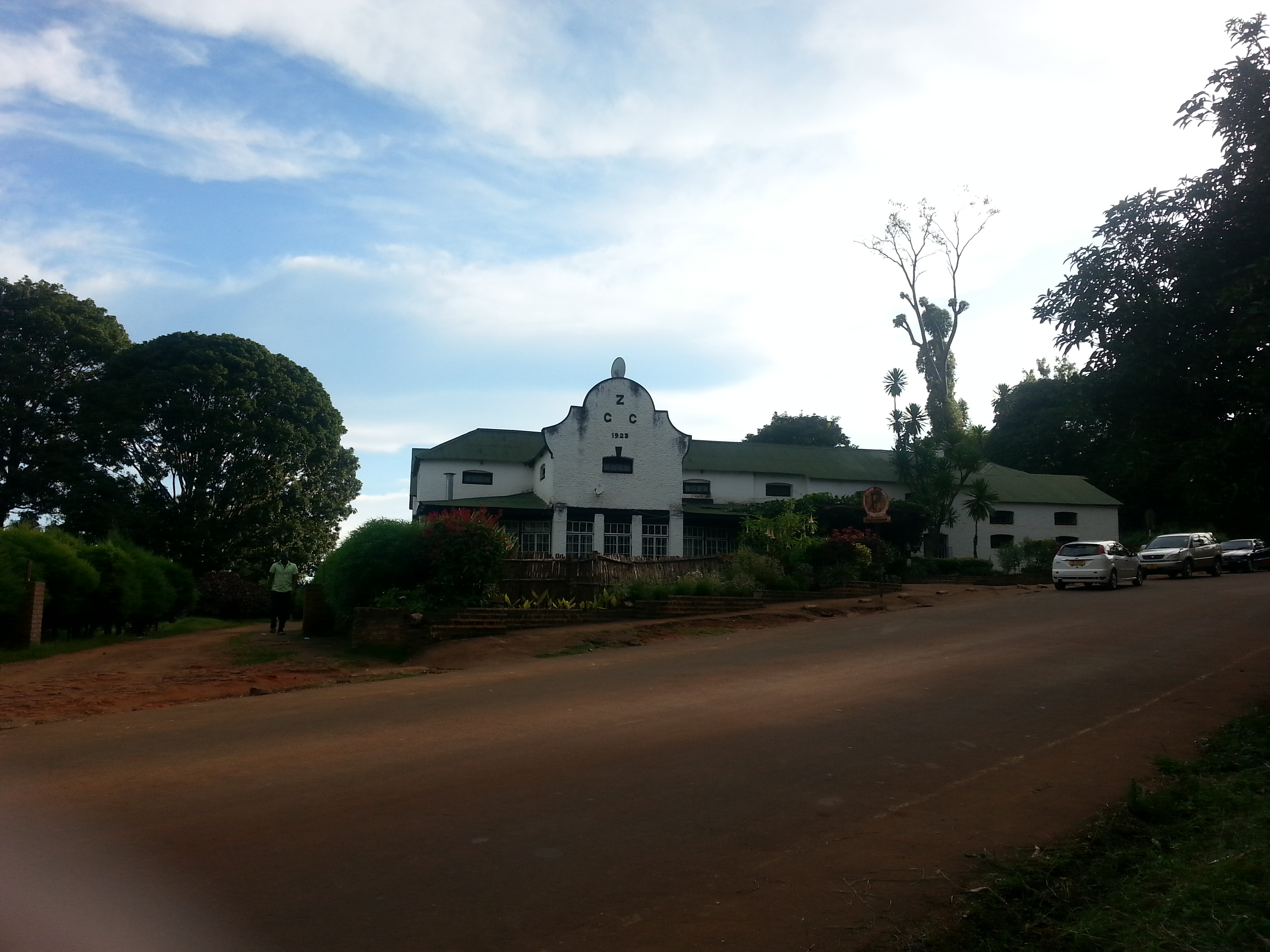
Gymkhana Club de Zomba, establert el 1923
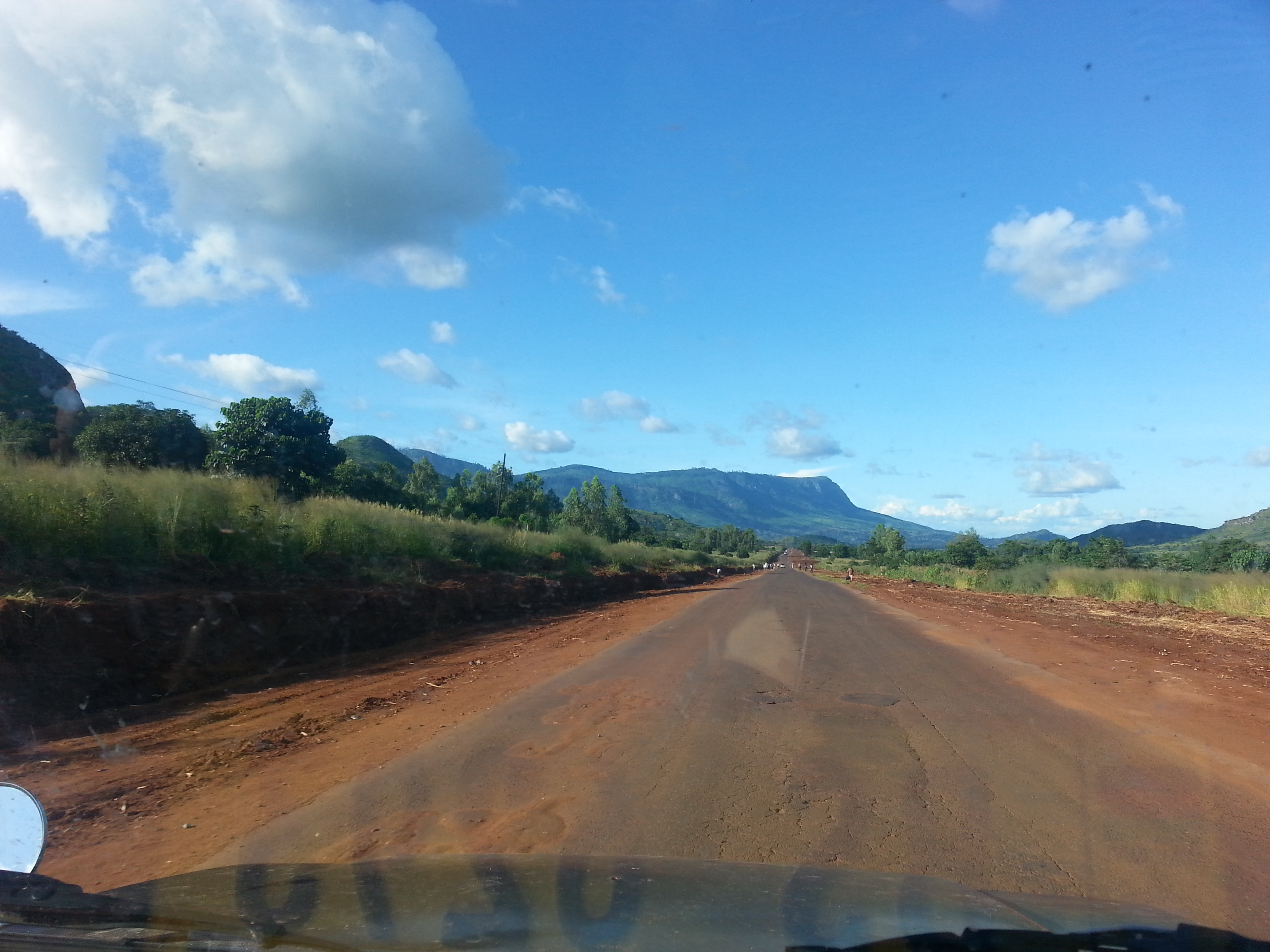
L'altiplà de Zomba es va apropar des de la carretera Blantyre-Zomba, que s'estava renovant quan va fer aquesta fotografia el març de 2014
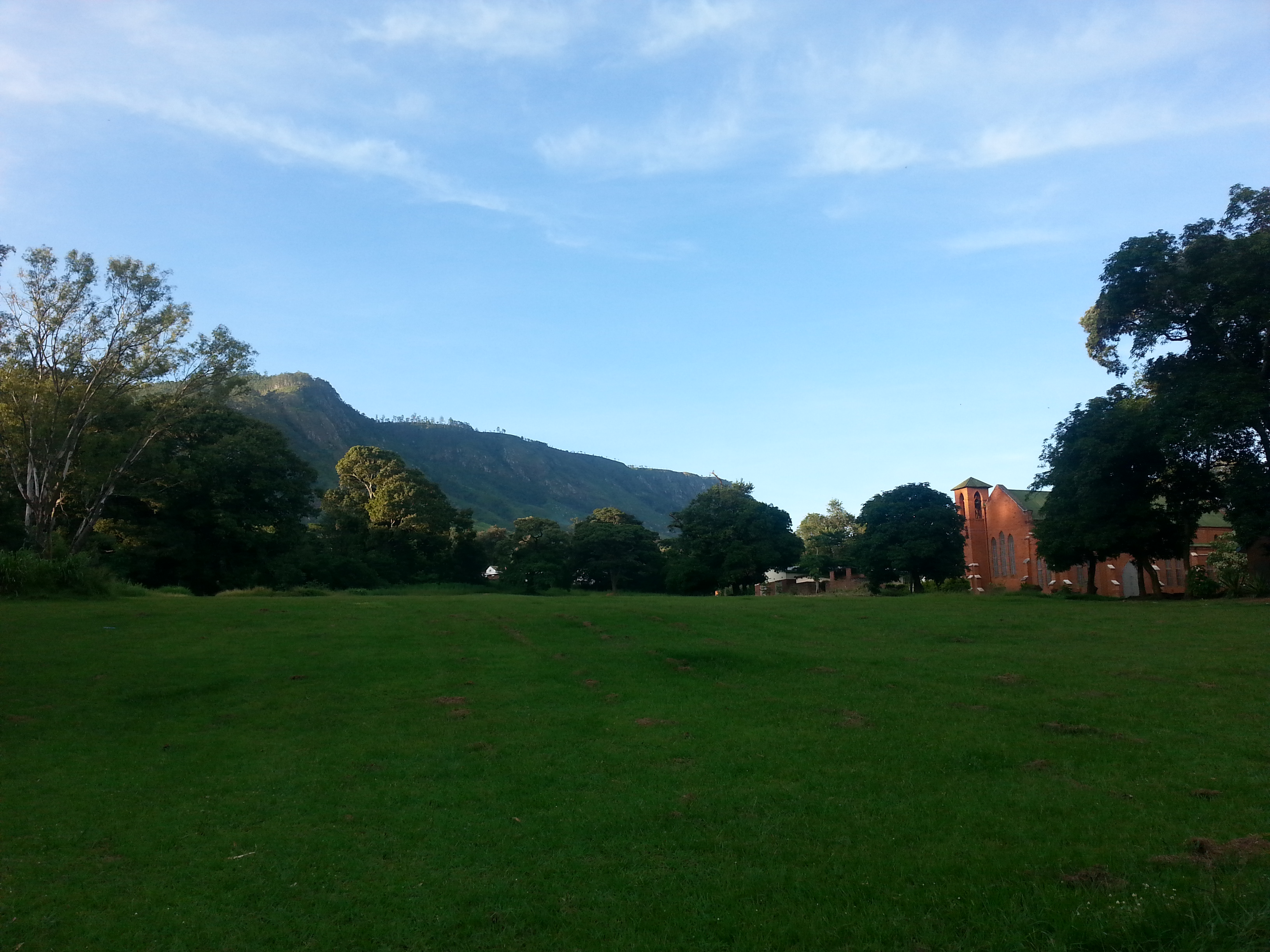
Església CCAP a Zomba amb el camp de golf de Zomba i l'altiplà de Zomba al fons